# إبراهيم باشا الفرنجي
إبراهيم باشا الفرنجي (1493 أو 1494-1536) هو أول صدر أعظم يعينه سليمان القانوني بعد ارتقائه عرش الدولة العثمانية. اكتسب شهرته من صعوده السريع في الدولة، ودوره إبان ذروة توسعها في عصر القانوني، وظروف إعدامه الغامضة.
ولد إبراهيم لأسرة مسيحية، قرب مدينة بارغا على الساحل اليوناني، وكان والده بحارًا أو صياد سمك حين أُبعد عن أسرته طفلًا، إما باختيارها أو باختطافه من قراصنة أو بنظام الدوشيرمة، ويعتقد أنه بيع لأرملة في ماغنيسيا أحسنت تنشأته وتعلم لديها العزف على الكمان، قبل أن يؤخذ إلى الأناضول، حيث دأب أولياء العهد العثماني على تلقي تعليمهم، أو أنه تعلم العزف على العود في واحدة من مراحل حياته المبكرة.
هناك، لاحظ العثمانيون فطنة إبراهيم المبكرة ووسامته وشخصيته الجذابة فقربوه إلى مجالسة الأمير سليمان ابن السلطان سليم الأول الذي اتخذه صديقًا، فيما سمحت العلاقة بين الاثنين لإبراهيم بتلقي تعليمه مع ولي العهد العثماني، ليكتسب مهارات معرفية منها اللغات المتعددة -وكان يعرف منها: الفارسية واليونانية والصربية الكرواتية والإيطالية- والثقافة الموسوعية.
تقلد منصب الوزير الأول (الصدر الأعظم) وعمره 28 عامًا وذلك عام 1522 أو بتاريخ 27 مايو عام 1523، أو 1524، خلفاً لپيري محمد باشا، الذي كان عينه في 1518 السلطان سليم الأول.

## ألقاب
عرف إبراهيم باشا بأسماء متعددة بفضل ألقاب لحقت أو سبقت اسمه، إما تمييزًا له عن رجالات الدولة والصدور العظام الذين حملوا اسم «إبراهيم باشا»، أو لصفة أو منصب رافق تاريخه.
فقد عرف باسم إبراهيم باشا الفرنجي (Frenk بالتركية، وتعني الغربي أو الأوروبي) نسبة إلى أصوله غير العثمانية، كما يظهر في المصادر التاريخية باسم إبراهيم باشا «البارغالي» أو «البرغالي» أو «البرغلي» في إشارة إلى بارغا التي ولد فيها.
بدايات إبراهيم المكللة بالنجاح، منحته لقبًا ثالثًا، هو «إبراهيم المقبول»، أما نهايته الدموية على يد سيده فغيّرت اللقب إلى «إبراهيم المقتول». وبزواجه من خديجة شقيقة السلطان القانوني، بات إبراهيم يستحق لقبًا إضافيًا هو «داماد» الذي يُمنح لصهر السلطان، وبات واحدًا من ثلاثة صدور عظام في التاريخ العثماني يحملون اسم «داماد إبراهيم باشا».
ويجري التنويع على هذه الألقاب كليًا أو جزئيًا، على نحو: «مقبول إبراهيم باشا» أو «إبراهيم باشا المقتول» أو «داماد إبراهيم باشا برغالي».

## الصعود والأعمال
بارتقائه سدة الحكم عام 1520، بات سليمان القانوني يعزز مكانة صديق صباه إبراهيم، الذي قابل ذلك ببرهنة مستمرة على مهاراته الدبلوماسية وبراعته العسكرية، ما جعله يصعد سريعًا في سلم الحكومة العثمانية، وذلك بدءًا من أول مناصبه المعروفة رئيسًا للغرفة الخاصة للسلطان «خاص أوده باشي» وهي المهمة التي تجعل صاحبها الأقرب شخصيًا إلى السلطان، و«الذي لا يفارقه أبدًا».

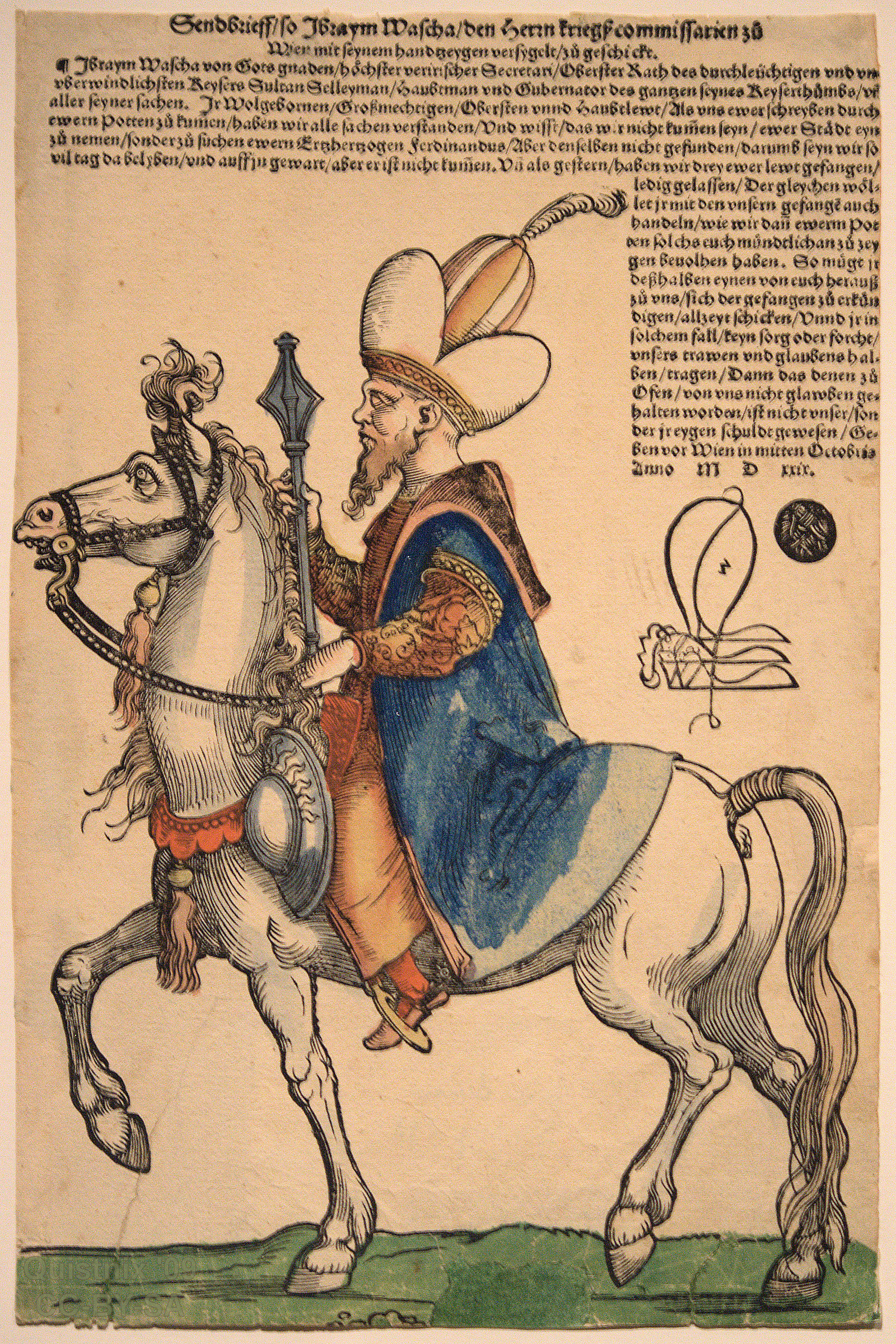
لوحة للرسام الألماني "سيبالد بيهام" المعاصر لإبراهيم باشا مع خلفية لرسالة بعثها الأخير إلى قادة الجيش العثماني المحاصِرين لفينا عام 1529.

وحتى بعد تعيينه صدرًا أعظمًا للدولة العلية، وهو أهم منصب عثماني بعد السلطان، واصل إبراهيم باشا حصد الألقاب والمناصب، وتوسيع نفوذه في الدولة الآخذة بالتمدد، ما خوّله سلطة شبه مطلقة تكاد تقترب من سلطة سيده؛ وربما تفوقها، على حد تعبيره هو. إذ أكدَّ إبراهيم باشا لسامعيه من المبعوثين الأجانب، وعلى ما اعتاد رجالات الدولة العثمانية من الخطاب المتعالي تجاه مناوئيهم الأوروبيين، بالقول:
| إبراهيم باشا الفرنجي | رغم كوني عبد السلطان، غير أن ما أريده يكون. بجرّة قلم، بوسعي تنصيب سائس خيل، باشا. بوسعي أن أهب الممالك والمقاطعات لمن أريد، ولن يعترض سيدي. وحتى حين يأمر بأمر، ولا أريده، لن يكون. وساعة أمرتُ بأمر وأمَرَ بعكسه، فإن إرادتي، لا إرادته، هي التي تتحقق | إبراهيم باشا الفرنجي |

وعسكريًا، شارك إبراهيم باشا في انتصارات الجيوش العثمانية، ورافق السلطان في الحملات التي قادها، في حين تولى بنفسه حملات أخرى كقائد للجيش.
كما انتدبه السلطان للقضاء على تمرد أحمد باشا الخائن واليه على مصر، ولم يعد إبراهيم باشا من هناك إلا بعد أن وضع قوانين جديدة حافظت على استقرار مصر بصفتها أهم الولايات العثمانية في الشرق الإسلامي؛ حيث بقي فيها لنحو عام (من 30 سبتمبر 1524 وحتى 5 سبتمبر 1525) «ونظمها على النمط العثماني. قلل الضرائب. اجتمع بأصحاب الشكايات من الشعب واستمع إليهم، عمّر جامع عمرو بن العاص فاتح مصر».
على المستوى الدبلوماسي، حققت جهود إبراهيم باشا مع الغرب المسيحي نجاحًا واضحًا، ما جعله يظهر أمامهم كصانع أساسي في السلطنة العثمانية، وبموجب ذلك بات مسؤولو البندقية يطلقون عليه لقب «إبراهيم العظيم» لاعبين في ذلك على نغمة «سليمان العظيم» وهو الاسم الذي عرف به السلطان سليمان القانوني في أوروبا.
وفي 1533، أقنع إبراهيم باشا شارل الخامس بتحويل المجر إلى دولة تابعة للدولة العثمانية، وفي 1535، أنهى اتفاقًا تاريخيًا مع فرانسيس الأول منحت بموجبه فرنسا امتيازات تجارية داخل الأراضي العثمانية مقابل التحالف معها ضد آل هابسبورغ.
كان هذا الاتفاق آخر أعمال إبراهيم باشا البارزة.

## براعته العسكرية
كان إبراهيم باشا قائداً عسكرياً فذاً وهذا يرجع إلى اهتمامه منذ صغره بدراسة الخطط والمهارات العسكرية للإسكندر الأكبر التي نمت فيه أسلوب التكتيكي والإستراتيجي، وكان له الفضل الأكبر في انتصارات العثمانيين ابان حكم سليمان القانوني فأثناء التجهيز لفتح بلغراد 1521م نصح إبراهيم باشا السلطان ان ينقل الجيش ومعداته عن طريق نهر طونه (الدانوب حاليا) بدلا من الطريق البرى حتى لايضطر لدخول الغابات التي يستطيع فيها المجريون القضاء على الجيش العثماني بسهولة، ونجحت الخطة وفوجئ المجريون بالجيش العثماني وقد أصبح على أبواب بلغراد. ويعتبر إبراهيم باشا هو مهندس معركة موهاكس 1526م فقد وضع الخطة التي اكتسح فيها الجيش العثماني الجيش المجرى في ساعة ونصف فقط ومن ثم فتح بودابست. وخلال رغبة السلطان في فتح فيينا نصح إبراهيم باشا السلطان بأن يقوم أولا ببناء مخازن ومستودعات للذخيرة والطعام بطول الطريق نظرا لبعد المسافة، كما نصحه بأن يبدأ هجومه في نهاية فصل الشتاء حتى يبدأ الحصار في منتصف الربيع حتى يتمكن من فتحها قبل أن يطول الحصار للشتاء، ولم يلتزم السلطان بنصائحه ولذلك لم يتمكن من فتحها.وقام إبراهيم باشا بقمع تمرد قلندر جلبى في مرعش وأحمد باشا الخائن في مصر. كما قاد الجيش في الحملة ضد الدولة الصفوية وحقق نجاحا واضحا حيث استطاع دخول تبريز عاصمة الشاه واحتلال قلعة «وان» المنيعة وفتح مدينة «اريوان» واستكمل مع السلطان الفتح بعد ذلك حتى دخل بغداد. وبالنظر إلى مجمل الأعمال العسكرية التي تمت في عهد القانونى بعد إعدامه لإبراهيم باشا (حوالى 30 عاما) فانها لا تقارن بما حققه إبراهيم باشا أثناء خدمته كصدر اعظم (حوالى 13 عاما).ويشتهر أن سليمان قد فتح في عهده حوالى 360 قلعة قام إبراهيم وحده بفتح نصفها كأكبر قائد عسكري مسلم من حيث عدد فتوحاته، كما أن إبراهيم شارك السلطان في فتحه لعدة قلاع أخرى. وكان له عده أهداف أخرى كانت لتتم لولا وفاته أهمها فتح إيطاليا واستخدام الاسطول لفتح الأراضي الجديدة "أمريكا".

## الإعدام

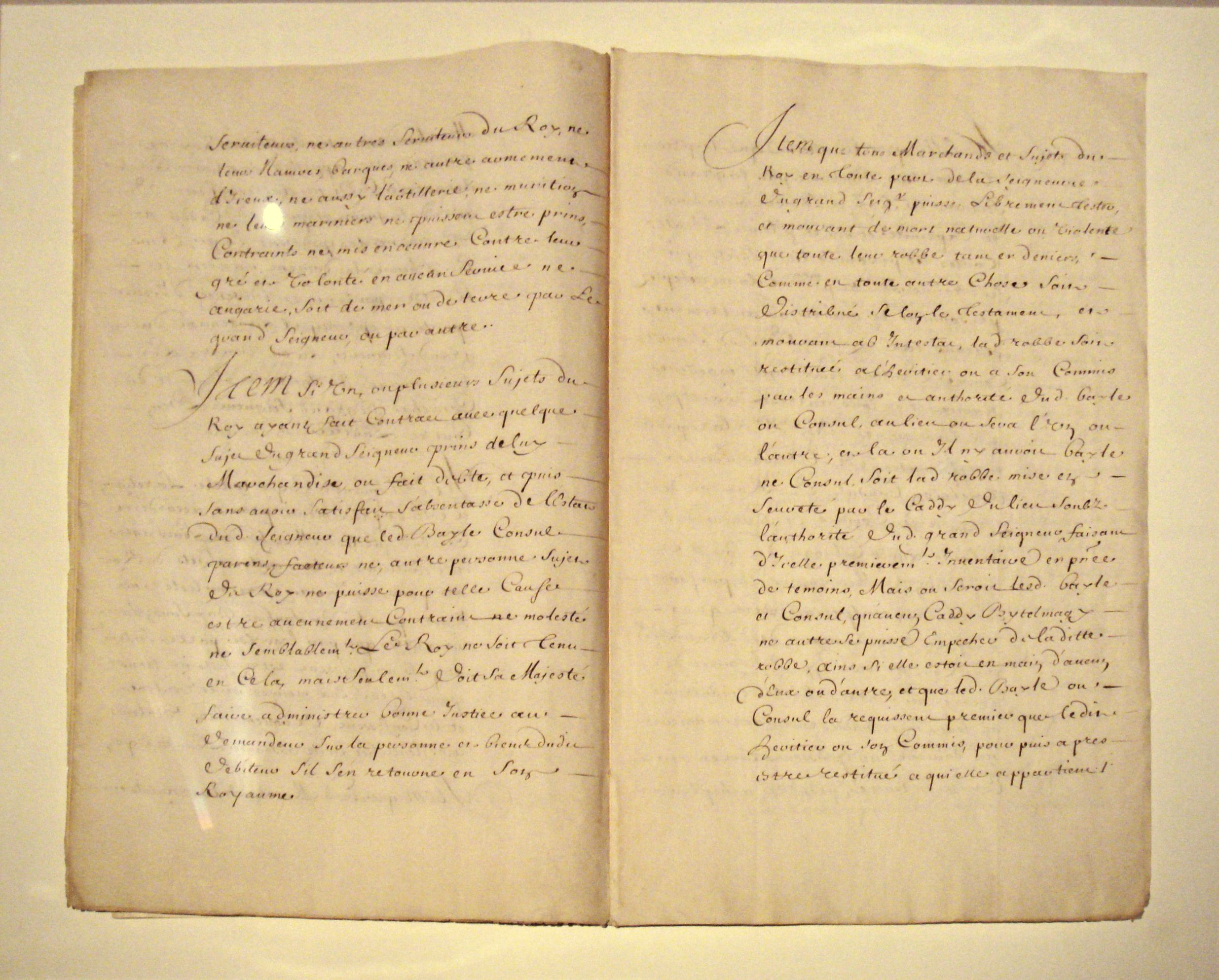
مسوّدة معاهدة عام 1536 المتمخضة عن المفاوضات بين السفير الفرنسي جان دي لا فوريه وإبراهيم باشا، قبل أيام قليلة من إعدامه.

بعد عودة الجيوش العثمانية إلى القسطنطينية قادمة من مواجهتها الأولى مع الدولة الصفوية، أمر السلطان سليمان بإعدام رجله الأول إبراهيم باشا، الذي عثر عليه ليلة 22 رمضان سنة 942 هجرية، 5 مارس أو 14-15 مارس عام 1536، مخنوقاً في غرفة نومه بقصر الباب العالي، أي بعد 13 عاماً من تعيينه صدراً عثمانياً أعظم.
يذكر المؤرخون أن إبراهيم، قبل إعدامه بسنوات، توسل إلى السلطان أن يتمهل في ترقيته بغية عدم إثارة حسد وزراء ومسؤولي الحكومة الكبار، الأمر الذي قابله السلطان بأن أقسم على ألا يسمح للوشاية أن تأخذ طريقاً بينهما، وبعدم تعريض صديقه للموت الذي كان، في الدولة العثمانية، عقوبة معتادة للمسؤول المشتبه في تقصيره أو خيانته.
إلا أن السلطان العثماني حصل على فتوى تجيز له الحنث بقسمه لقاء بناء مسجد في القسطنطينية، وواصل لسبعة ليال تناول طعام السحور مع إبراهيم باشا وحدهما، مانحاً إياه فرصة الهرب أو حتى أن يقتل السلطان بنفسه.
وكشفت رسائل إبراهيم باشا التي كتبها قبل أيام من إعدامه، علمه بنية سيده، وقراره، رغم ذلك، البقاء وفياً للسلطان.
تاريخيًا، يعد إبراهيم باشا واحدًا من 22 صدرًا أعظمًا قضوا نحبهم بأوامر من سلاطينهم وخامس صدر أعظم من حيث مدة البقاء في المنصب دون انقطاع، غير أن مكانته -قربه الشخصي الذي أمسى عائليًا من السلطان، ومنصبه- ثم الصلاحيات التي منحت له والأعمال التي أوكلت إليه، مع عدم وضوح الدافع الحقيقي لإعدامه؛ جعلت المؤرخين يقدمون عدة تفسيرات لنهايته المفاجئة.

### تعاظم النفوذ
يعتقد بعض المؤرخين أن خشية القانوني من تعاظم نفوذ إبراهيم باشا هي السبب الرئيسي لإعدامه، وهو ما اختصره الشاعر الفرنسي لامارتين بالقول «نهاية حياة إبراهيم لم تكن لأي سبب، ولا جريمة، سوى عظمته».
| ”         | نهاية حياة إبراهيم لم تكن لأي سبب، ولا جريمة، سوى عظمته. | “ |
| —لامارتين |                                                          |   |

ففي آخر نشاط عسكري له، كان إبراهيم قائداً أعلى لكافة الجيوش في مواجهة الإمبراطورية الفارسية الصفوية، ووقع بعض الأوامر العسكرية باسم «سر عسكر سلطان» ما عدّ خرقًا بروتوكوليًا وتجاوزًا على المقام السلطاني، و«خشي السلطان أن تكون تلك الأعمال مقدمات لاغتصاب الملك لنفسه» خاصة مع «ازدياد نفوذه على الجند والقوّاد» واتخاذه القرارات منفردًا دون التشاور مع الوزراء.
كما اتهم الصدر الأعظم بطمعه في عرش المجر، بل وبالعرش العثماني نفسه «وهما تهمتان لم يقم عليهما برهان».

### مؤامرات السلطانة
معظم الروايات وآراء المؤرخين اكدت على إبراهيم كان ضحية لمؤامرات «خُرَّم» وهي ابنة كاهن أرثوذكسي أوكراني، بيعت كجارية وغدت لاحقًا الزوجة الثانية -والأثيرة- للسلطان سليمان القانوني، ومارست أدوارًا مهمة ضمن ما يعرف بـ«سلطنة الحريم».
ووفقًا للروايات، فإن السلطانة «خُرَّم» سعت لتقويض ثقة السلطان بإبراهيم باشا، خاصة مع دعمه منذ البداية لولي العهد مصطفى النجل الأكبر للسلطان من زوجته الأولى ماه دوران، وإذ لم يكن بوسعها «تحريك وزير أعظم كهذا ضد ولي العهد الشرعي» فقد حاكت «المؤامرات الدقيقة الخفية التي لا تطفو على سطح الماء» كي تتخلص من «وزير أعظم ذي نفوذ. حيث لم يتمكن أي وزير من الذين تلوه، أن يحصل على نفوذ إبراهيم باشا».
بعد إعدام إبراهيم، وإعدام السلطان أيضًا لولي عهده وابنه الأكبر مصطفى عام 1553، صار التاج العثماني، في نهاية المطاف، إلى سليم، ابن «خُرَّم».

وفي رسالة بعثت بها إلى السلطان، كتبت خُرَّم:
| إبراهيم باشا الفرنجي | حين أقرأ رسالتك يكون ابنك محمد وابنتك مهرماه حولي يبكيان بدموع لا تنقطع. إن رؤية دموعهما تجعلني أجن... تسألني عن السبب في غضبي على إبراهيم باشا، وحين يجمعنا الله ثانية سأذكر لك السبب وستفهمني. | إبراهيم باشا الفرنجي |

### أزمة التماثيل
يعتقد مؤرخون أن إبراهيم ظل محافظاً على روابط مع جذوره المسيحية، وعمد إلى تقريب اليونانيين، وجلب والديه للعيش معه في العاصمة العثمانية؛ ما منح خصومه فرصة ترويج الإشاعات عن تمسكه بمسيحيته وخطورته على الدولة الإسلامية.
كان للتشكيك في عقيدة الصدر الأعظم ما يبرره في نظر بعض المؤرخين الذين لاحظوا أن حرص الصدر الأعظم الديني صار يتدني مع تعاظم قوته، وأن معظم أعماله الإسلامية كانت في آخر عهده، ربما لمواجهة الأقاويل حول ضعف إسلامه.
وتقدم واحدة من الروايات مثالًا لما يمكن أن يؤدي إليه التساهل الديني.
فبعد عودته من الحملة المظفّرة في المجر عام 1526، جلب إبراهيم باشا من بودا ثلاثة تماثيل لشخصيات الآلهة الرومانية: أبولو وهرقل وديانا، وأقامها في باحة قصره. بالنسبة للعامة، الذين يطلقون على الصدر الأعظم اسم إبراهيم الفرنجي؛ فإن هذا التصرف يدل على ضعف العقيدة، بل وأخطر من ذلك: تمسكًا بالجذور المسيحية. وفي الحالتين، فقد «كانت هذه التماثيل الوحيدة من نوعها التي تنصب في القسطنطينية بين العامين 1453 و1924».
وسرعان ما انتشر في المجتمع العثماني بيت من الشعر نُسب إلى الشاعر فيجاني، وترجمته (بتصرف):
وفي ظل حكومة ومجتمع يرفعان شعار الإسلام، فإن لمثل حملات التشكيك هذه خطورة كبرى، بالنظر إلى أن السلطان العثماني، الذي يعد نفسه خليفة للمسلمين، ليس بوسعه احتمال عواقب صدر أعظم مشكوك في عقيدته.

### إساءة استخدام السلطة
يؤكد مؤرخون عثمانيون أن إعدام إبراهيم باشا كان بسبب إساءته استخدام السلطة، ويعتقد أن هذه التهمة ارتبطت على نحو خاص بعمليات الحرب العثمانية الصفوية التي سار إليها أولاً إبراهيم باشا، وكان يرافقه مسؤول الخزانة (إسكندر چلبى) الذي أُعدم بسبب ما قيل إنه فساد في تصريف الأموال، أو أخطاء ارتكبها في الحملة.

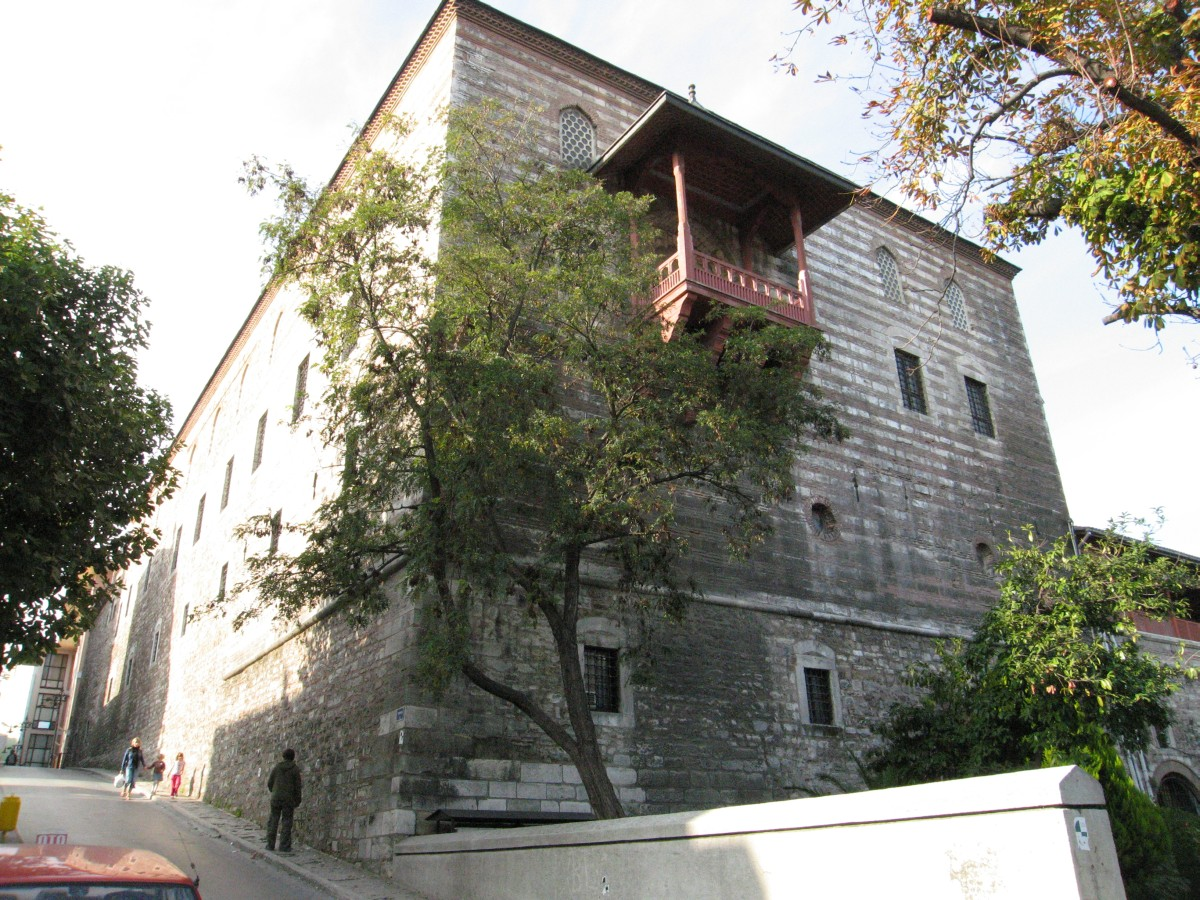
قصر إبراهيم باشا الفرنجي في إسطنبول.

ويرجّح هؤلاء أن إبراهيم دفع، ولو متأخراً، ضريبة إعدام إسكندر چلبى، كما أنه بموجب القوانين العثمانية، فإن الصدر الأعظم هو صاحب الكلمة الأولى في عمليات الصرف، ويتحمل بالتالي المسؤولية النهائية لتبذير الأموال. رغم ذلك ثبت أن السبب الحقيقى لتخلص إبراهيم منه هو طمعه بالاستيلاء على مكانه.

### المحسوبية
كانت واحدة من الأخطاء التي اتهم إبراهيم باشا بارتكابها حماية أقربائه اليونانيين ورعاية مصالحهم، والثابت أن الصدر الأعظم لم ينس أصله وعائلته، إذ زاره والده عام 1527، ولاحقًا استضاف أبويه وشقيقيه في الباب العالي، وقد أسلم والداه.

### الخيانة
اتُّهم إبراهيم بالتواطؤ مع النمسا «على ما يضر بصوالح الدولة العلية فغضب عليه السلطان.».

### رحيل الحامية
كانت والدة السلطان سليمان القانوني، عايشة حفصة سلطان شخصية ذات حضور قوي في الإمبراطورية العثمانية، ويُعتقد أنها، انطلاقاً من مفهوم «سلطنة الحريم»، كانت توفر حماية لزوج ابنتها خديجة، إبراهيم باشا؛ وبرحيلها فقد الأخير سندًا مهمًا له وانتهى الأمر بإعدامه.

### زوجة غيورة
كان لإبراهيم باشا زوجة ثانية اسمها محسنة (Muhsine)، ربما كانت سببًا لجعله ضحية غيرة زوجته الأولى، شقيقة السلطان، السلطانة خديجة.

## المكانة
بإعدامه لإبراهيم، خسر السلطان سليمان المنظّر الأول والرئيسي له، والذي عمل منذ البداية على إعلاء صورة القانوني والترويج له بصفته الغازي المظفّر والمدافع عن الإسلام، والفاتح الجديد خلفًا للإسكندر الأكبر، البطل المفضّل لدى السلطان.
خروج إبراهيم من المسرح العثماني إبان خلافة السلطان القانوني يختتم الفصل الأول من عهد الأخير، والذي وصلت فيه الدولة إلى أقصى اتساع لها شرقًا وغربًا، وبدا أن «الإدارة الحازمة والثابتة التي ميزت تصريف أمور الدولة منذ عام 1523 إنما تجد تفسيرها في التعاون الوثيق بين العاهل وصدره الأعظم».
ويمكن أن يقدم قصر إبراهيم باشا الذي تحول اليوم إلى متحف للفنون التركية والإسلامية في إسطنبول دلالتين: المكانة التي بلغها الصدر الأعظم، إذ يعد القصر الوحيد بهذا الحجم الذي يبنى لشخص من خارج الأسرة العثمانية، والتصميم الدفاعي الذي يفصح عن حجم العداوات التي كانت تهدد ساكنه.
بمقارنة مكانته هذه مع خلفائه في الصدارة العظمى إبان عهد القانوني، فإنه «حتى تعيين محمد باشا الصقللي، في أواخر العهد، فإن من شغلوا منصب الصدر الأعظم، رغم كونهم رجالاً قادرين غالبًا، هم شخصيات جد باهتة بجانب إبراهيم باشا»، ولم ينعم أحد منهم بالمكانة التي نعم بها والسلطة التي تمت له.

## «حريم السلطان»
أعاد المسلسل التركي «القرن العظيم» قضية إبراهيم باشا إلى الواجهة، وقد ترجم المسلسل ودبلج إلى 11 لغة وبث لأكثر من 31 دولة نهاية عام 2011 وبداية 2012، وتابعه المشاهد العربي تحت اسم حريم السلطان.
ورغم أن المسلسل يعلن، مع بداية كل حلقة، أنه يقتبس من شخصيات تاريخية، بما يعني عدم التزامه بالوقائع، غير أن الكثير من أحداثه تتسق مع أحداث فترة حكم السلطان سليمان القانوني كما وردت لدى المؤرخين، ومنها حياة إبراهيم باشا القصيرة.
فعلاقة الصداقة الوطيدة بين السلطان وإبراهيم، وبزوغ نجم الأخير وصعوده السريع في سلم الحكومة العثمانية، بل وحتى موهبته في العزف وتعلقه بأسرته اليونانية وزواجه من شقيقة سيده؛ أبرزها المسلسل.
كما أقيم في تركيا خلال عام 2011 معرض «عشق السلاطين» الذي تضمن 10 خطابات كتبها إبراهيم إلى السلطانة خديجة، وهي جزء من محتويات الأرشيف العثماني التابع لرئاسة وزراء تركيا .

## مدفنه
ظل مدفن الباشا موضع حيرة حتى الآن. فبرغم أن المعلومات المتوفرة حتى الآن أنه في حديقة مسورة صغيرة ملحقة بالفناء الخلفي لقصره إلا أن حقارة القبر وصغر مساحته وعدم دفنه في المقابر السلطانية قد أكثر من الاحتمالات والأقاويل حول مكان دفنه وهي كالآتي:
- بارغا: مكان مولده، وذكر البعض أن إحدى وصاياه أن يدفن فيها.
- الجزائر: أبعد ولاية عثمانية، حتى لا يتذكره السلطان.
- مانيسا: أول مكان قابل فيه السلطان والذي كان تحت حكم الأمير مصطفى ولى العهد وربما كان دفنه هناك بطلب من مصطفى.